# 马大姐新传
《马大姐新传》，中国大陆电视剧，导演英达、英壮，主演蔡明、李建华、虞梦、尹相杰。“马大姐”系列是目前中国大陆最长的情景喜剧。

## 剧情
3年后，马大姐居住的地方因为房地产开发，摇身一变，成了普通公寓和豪华别墅的新生活小区。马大姐性格依旧风风火火，到处爱管闲事、东奔西跑、把事儿揽。马大姐这么强势，自己的丈夫王援朝却胆小怕事，而马大姐和他的女儿王艾嘉个性倔强，不听马大姐的劝阻，执意嫁给了比自己大许多的大学教授董友才。

## 演出
| 演员   | 角色   | 备注 |
| 蔡明   | 马大姐 |      |
| 李建华 | 王援朝 |      |
| 虞梦   | 王艾嘉 |      |
| 尹相杰 | 董二喜 |      |

## 制作
该剧前四十集由英达担任导演，后六十集由英壮担任导演。